# Кабанов, Максим Александрович
Максим Александрович Кабанов (род. 29 июля 1977, Воронеж) — российский акробат. Мастер спорта международного класса.
Акробатикой начал заниматься с шестилетнего возраста. Воспитанник воронежской школы акробатики Евгения Анцупова. Чемпион мира среди юношей (1995), чемпион России (1995). В 1998 году окончил ="sport-strana"/>.